# Thor-Agena

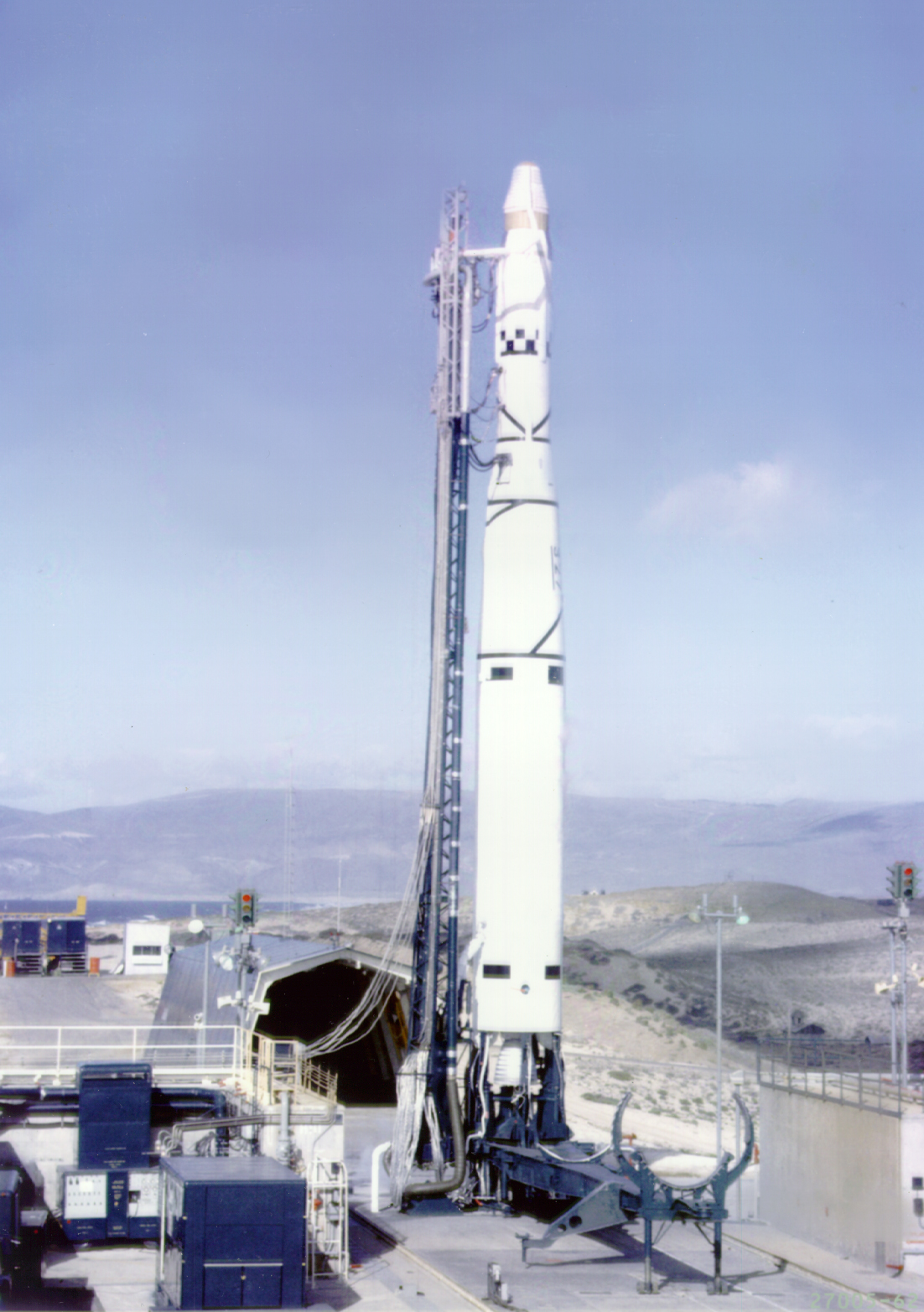
Um Thor Agena, pronto para o lançamento da Discoverer 37 (KH-3), em 13 de Janeiro de 1962.

O Thor-Agena, foi um veículo de lançamento descartável de origem Norte americana. 
Esse modelo, consistia de um primeiro estágio baseado no míssil PGM-17 Thor, e um estágio superior Agena. Ele fazia parte da 
família de foguetes Thor. Foi esse modelo que deu origem ao Thor-Delta, que por sua vez, foi o predecessor
da família de foguetes Delta, que acabou sendo mais conhecida.
O Thor-Agena, foi usado para lançar muitos satélites militares, vários deles secretos, por isso, acabou não adquirindo muita fama. 
Entre os projetos atendidos por ele, está o Programa Corona. 